# Villa San Remo

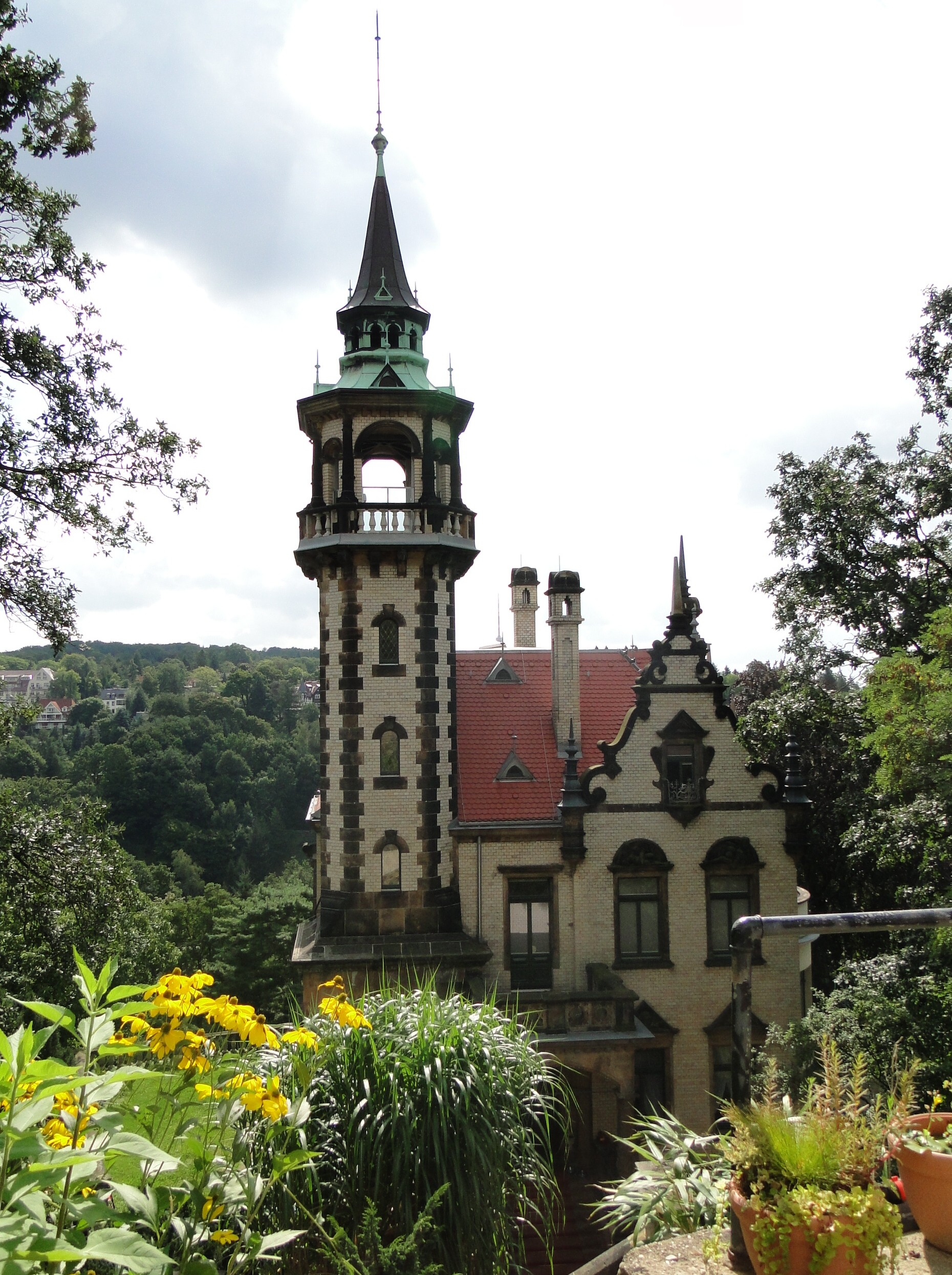
Villa San Remo

Die Villa San Remo ist einer der extravagantesten Villenbauten im Dresdner Stadtteil Loschwitz. Das Gebäude auf der Bergbahnstraße 12, direkt neben dem Luisenhof und der Standseilbahn, steht unter Denkmalschutz.

## Geschichte
Die Villa San Remo wurde um 1895 nach einem Entwurf von F. Berghold im Stil der Neorenaissance erbaut. Die erste Bewohnerin der Villa soll die sächsische Kronprinzessin Luise von Österreich-Toskana gewesen sein, die möglicherweise auch den Bau der Villa in Auftrag gegeben hatte. Das Gebäude ging später in den Besitz des Fabrikanten Kurt Vogel über, der die Villa 1938 an Charles A. Noble verkaufte. Noble, der 1921 nach Amerika ausgewandert war, die amerikanische Staatsbürgerschaft angenommen hatte und nach Deutschland zurückgekehrt die Spiegelreflexkamera Praktiflex entwickelte (später Praktica), lebte hier mit seiner Frau, Sohn John H. Noble und der Familie seiner Schwester.

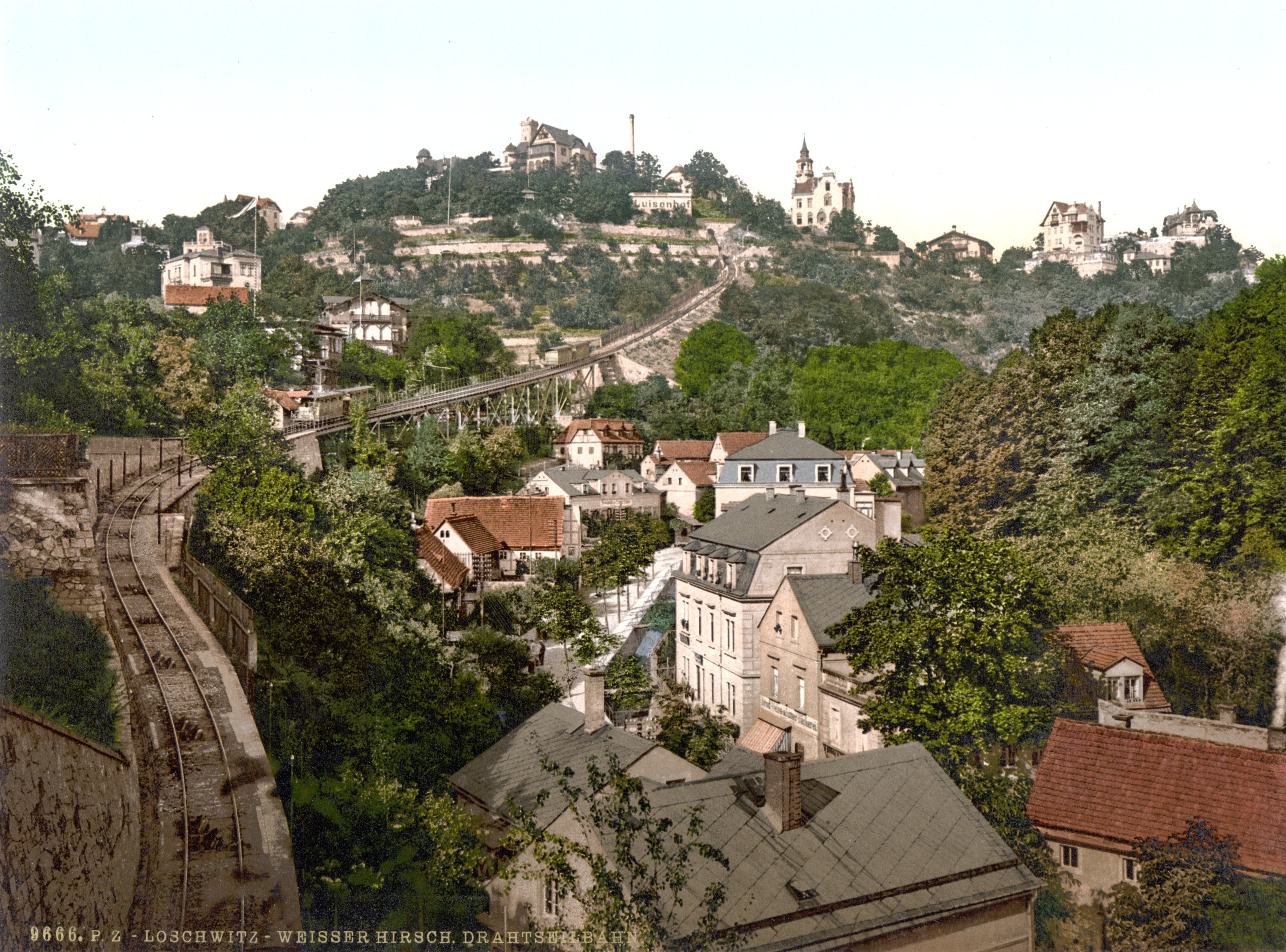
Die Villa San Remo am oberen Bildrand mittig auf einem Foto um 1900

Nach Ende des Zweiten Weltkriegs wurden Charles und John H. Noble unter dem Vorwand verhaftet, sie hätten beim Einmarsch der sowjetischen Truppen auf dem Turm der Villa San Remo die amerikanische Flagge gehisst. Beide wurden zu mehrjährigen Haftstrafen verurteilt. Nachdem John H. Noble 1955 aus der Haft freikam, verbreitete der vormalige sächsische Ministerpräsident Max Seydewitz zuerst in Zeitungsartikeln und später in seinem Buch Die unbesiegbare Stadt die frei erfundene sogenannte „Noble-Legende“: Die Nobles hätten als Spione die alliierten Bomber am 13. Februar 1945 über eine Sendestation in der hoch über dem Dresdner Elbtal gelegenen Villa zur Stadt gelotst und dadurch die Bombardierung Dresdens eingeleitet. Andere Versionen behaupteten, Charles Noble hätte vom Turm der Villa San Remo die Bomberpiloten mit einem reflektierenden Spiegel zur Stadt gelotst. Der haltlose Vorwurf führte zur Enteignung der Familie Noble, die auch die Villa San Remo verlor.
Die Villa ging in städtischen Besitz über und wurde zunächst als Gästehaus der Stadt Dresden genutzt. Später befand sich ein Klubhaus in den Räumen und schließlich die HO-Rechenzentrale. Bis 1989 befand sich eine Tafel am Gebäude, die von der angeblichen „Greueltat der Nobles“ berichtete. Nach der Wende erhielt John H. Noble 1991 die Villa San Remo als Eigentum zurück. Im Jahr 2002 wurde die Villa versteigert und wird seit 2006 wieder bewohnt.
Seit 2013 findet jeweils am 31. Oktober eine Halloweenfeier im Außenbereich der Villa statt. Besucher werden in kleinen Gruppen durch den Außenbereich geführt. Dort gibt es mehrere Stationen, wo die Besucher teils erschreckt werden. Der Lionsclub New Century Dresden bringt sich federführend aktiv mit ein. Besucher zahlen einen kleinen Unkostenbeitrag. Der Reinerlös fließt jeweils einem sozialen Projekt zu. Mittlerweile zählt diese Veranstaltung zu einer der größten in Dresden. Die Bezeichnung „größter Gruselgarten Deutschlands“ hat sich mittlerweile etabliert. Es kommen jedes Jahr am 31. Oktober weit mehr als 1.000 Besucher. Selbst am 31. Oktober 2020 fand die Veranstaltung trotz Coronakrise mit einem genehmigten Hygienekonzept statt.
In Uwe Tellkamps 2008 veröffentlichtem Roman Der Turm erscheint die Villa San Remo unter der Bezeichnung Rapallo.

## Bau
Die Villa San Remo gilt als einer der „exaltiertesten Bauten auf dem Weißen Hirsch“. Sie wurde „in steiler Hanglage erbaut…“, sodass das insgesamt 2800 Quadratmeter große Grundstück nicht befahrbar ist. Das Gebäude wurde im Stil der Neorenaissance erbaut. Besonders auffällig ist dabei der hohe Turm, der begehbar ist und eine Aussichtsplattform besitzt. Die Laterne ist wie alle weiteren Türme und Gauben der Villa kupfergedeckt. Dem an der linken Ecke der Portalseite positionierten Turm ist ein Eckrisalit mit geschweiftem Giebel gegenübergestellt. Darin befindet sich ein kleines Fenster mit rundem Austritt. Der zwischen Turm und Risalit platzierte Eingangsvorbau besteht aus einer auf Säulen ruhenden Balkonterrasse. Die für die Fassade verwendeten Materialien sind für Dresden eher untypisch. Zwar wurden sämtliche Architekturteile in sächsischem Sandstein ausgeführt, die Flächen aber mit weißen Klinkern verkleidet. „Der Rationalität der … Moderne entgegnet [die Gestaltung der Villa] in romantisierenden Überformungen, deren tatsächlicher Nutzwert sich oftmals auf das Symbolische beschränkt“.